# Epeli Nailatikau
Ratu Epeli Nailatikau, född 5 juli 1941 i Suva, är en fijiansk hövding som var Fijis president mellan 5 november 2009 och 12 november 2015. Han efterträddes av George Konrote.
Efter en lång militär karriär fick den dåvarande brigadgeneralen Nailatikau sparken i samband med en militärkupp 1987. Efter det blev han diplomat och 1999 påbörjades den politiska karriären. 2001 blev Nailatikau vald till talman, vilket han förblev fram tills militärkuppen 2006. Efter den har Nailatikau innehaft ett antal olika ministerposter innan han svors in som vicepresident den 17 april 2009  och blev sedan i samband med Josefa Iloilos avgång den 30 juli 2009 tillförordnad president.